# Bellsprout
Bellsprout (japanski: マダツボミ Madatsubomi) jedan je od 1025 fiktivnih vrsta Pokémona iz medijske franšize Pokémon, skupa Pokémon videoigara, animiranih serija, manga stripova, knjiga, igraćih karata i drugih medija kojima je tvorac Satoshi Tajiri. Svrha je Bellsprouta u videoigrama, animiranoj seriji i manga stripovima, kao i svrha ostalih Pokémona, borba s divljim Pokémonima – neukroćenim stvorenjima koje igrači i likovi pronalaze dok kreću na razne avanture – i pripitomljenim Pokémonima drugih Pokémon trenera.

## Etimologijaimena
Bellsproutovo ime dolazi od engleskih riječi "bell" = zvono, odnoseći se na njegovo glavu koja ima oblik zvona, i "sprout" = mladi izdanak. Sekundarni utjecaj na značenje njegova imena mogla bi imati engleska riječ "bluebell" = zvončić; zumbul. 
Njegovo japansko ime, Madatsubomi, vjerojatno dolazi od japanske riječi "tsubomi" = pupoljak.

## Pokédex podaci
- Pokémon Red/Blue: Mesojedni Pokémon koji hvata i hrani se kukcima. Koristi korijenje kako bi nadoknadio izgubljenu vlagu.
- Pokémon Yellow: Daje prednost toplim i vlažnim područjima. Hvata malene kukce svojim viticama, a zatim ih proždire.
- Pokémon Gold: Iako je njegovo tijelo nevjerojatno mršavo, zasljepljujućom brzinom hvata plijen.
- Pokémon Silver: Usađuje svoja stopala duboko u tlo kako bi nadoknadio tekućinu. Nije sposoban pobjeći neprijatelju ako je ukorijenjen.
- Pokémon Crystal: Ako primijeti išta što se miče, istog trena ispaljuje svoje vitice na predmet.
- Pokémon Ruby/Sapphire: Bellsproutovo vitko i savitljivo tijelo dopušta mu da se svija i izbjegne svaki napad, nebitno koliko snage. Iz njegovih usta curi tekućina koja topi čak i željezo.
- Pokémon Emerald: Bellsproutovo vitko i savitljivo tijelo dopušta mu da se svija i izbjegne svaki napad, nebitno koliko snage. Iz njegovih usta curi tekućina koja topi čak i željezo.
- Pokémon FireRed: Njegov pupoljak nalik je ljudskom licu. Zbog pupoljka, smatra ga se vrstom legendarne biljke mandragore.
- Pokémon LeafGreen: Mesojedni Pokémon koji hvata i hrani se kukcima. Koristi korijenje kako bi nadoknadio izgubljenu vlagu.
- Pokémon Diamond/Pearl: Daje prednost toplom i vlažnom okolišu. Hitar je u hvatanju plijena svojim viticama.

## U videoigrama
Bellsprouta se u divljini može pronaći samo u Pokémon Blue videoigri, na sjeveru grada Vermiliona i na jugu grada Saffrona. U Pokémon Red videoigri ne može ga se pronaći u divljini te je jedini način dobiti ga razmjenom. Bellsprouta se isto može pronaći na raznim lokacijama u Pokémon Gold i Silver videoigrama.
Za Elementarnog Pokémona koji može dvaput evoluirati, Bellsprotuove napadačke statistike naročito su dobre. Bellsprout kroz stjecanje iskustva može naučiti mnoge napade koji izazivaju status-efekte, kao i neke umjereno jake Travnate i Otrovne napade. Uglavnom se u borbama koriste njegovi razvijeni oblici, Weepinbell i Victreebel, iako se ponekad i Bellsprout može pokazati iznenađujuće djelotvornim i kompetentnim.

## Tehnike
| Prirodne tehnike                 | Prirodne tehnike | Prirodne tehnike |
| -------------------------------- | ---------------- | ---------------- |
| Tehnika                          | Vrsta tehnike    | Razina           |
| Šibanje viticom (Vine Whip)      | Travnati         |                  |
| Povećavanje (Growth)             | Normalni         | 7                |
| Omatanje (Wrap)                  | Vatreni          | 11               |
| Uspavljujući prah (Sleep Powder) | Travnati         | 13               |
| Otrovni prah (PosionPowder)      | Otrovni          | 15               |
| Omamljujuća spora (Stun Spore)   | Travnati         | 17               |
| Kiselina (Acid)                  | Otrovni          | 23               |
| Odbacivanje (Konck Off)          | Mračni           | 27               |
| Slatki miris (Sweet Scent)       | Normalni         | 29               |
| Želučana kiselina (Gastro Acid)  | Otrovni          | 35               |
| Oštrica lista (Razor Leaf)       | Travnati         | 39               |
| Tresak (Slam)                    | Normalni         | 41               |
| Zavrtanje (Wring Out)            | Normalni         | 47               |

## Statistike
| HP:      | 50 |  |
| Attack:  | 75 |  |
| Defense: | 35 |  |
| Special: | 70 |  |
| SpAtk:   | 70 |  |
| SpDef:   | 30 |  |
| Speed:   | 40 |  |

Statistika Special korištena je samo tijekom prve generacije; kasnije je podijeljenja na Special Attack i Special Defense statistike.

## U animiranoj seriji
Bellsproutovo prvo (i vjerojatno najznačajnije) pojavljivanje bilo je u epizodi 77. Bio je jedan od Pokémona kojega je koristila trenerica pod imenom Janet Fischer, koja je bila protivnica Ashu u Indigo Pokémon ligi. Bellsprout je bio njen posljednji Pokémon, ali unatoč svom skromnom izgledu, uspio je onesvijestiti Ashova Bulbasaura i Pikachua. Ash je ipak uspio pobijediti kada je na Bellsprouta poslao Muka, koji se bacio na Bellsprouta i onesvijestio ga svojom težinom (i smradom).
Bellsprout se isto pojavio u epizodi 132, u kojoj se radnja odvijala u Sprout Tornju koji se nalazi u Johto regiji. Mladi trener imena Zack uhvatio je jednog dok je pokušavao uhvatiti Ashova Pikachua. Još jedan Bellsprout, nadimka "Spoopie", pojavio se u epizodi 172, kojega je jedan starac koristio da bi pronašao mjesto skloništa Shucklea. Bellsprout se pojavio u jednoj od epizoda Hoenn lige, u kojem ga je lažni Vođa Dvorane, Anthony, sakrio u usta Pelippera, kako bi izgledalo da Pelipper zna koristiti Travnate napade (Pelipper je inače Vodeni/Leteći Pokémon koji nikako ne može naučiti Travnate tehnike).